# TerminalFour
TerminalFour ist ein Entwickler und Anbieter von Content-Management-Systemen in Dublin, Irland. TerminalFour gibt laut einem Artikel der Irish Times an, Anbieter Nummer Eins von Content-Management-Systemen im öffentlichen Sektor in Irland zu sein.

## Unternehmen
TerminalFour wurde 1996 von dem damaligen Dublin City University Studenten Piero Tintori gegründet. Hauptgeschäftsfeld war ursprünglich der öffentliche Sektor in Irland. 2002 erhielt TerminalFour 320.000 € von der Davy-EBS-Stiftung, welche dem Unternehmen ermöglichten, auch im britischen Markt Fuß zu fassen – all das zu einer Zeit, in der viele Technikfirmen aufgrund der geplatzten dotcom-Blase in Schwierigkeiten gerieten. Im April 2008 konnte TerminalFour seine Marktanteile in Europa ausbauen sowie auf die USA und den Mittleren Osten weiter ausdehnen. Im selben Jahr wurden Projekte für das Informationsministerium Bahrain, die Oxford-Universität und Heritage Ireland fertiggestellt.

## Produkte
Hauptprodukt von TerminalFour ist das Content-Management-System "Site Manager". Laut Piero Tintori ist Site Manager besonders für den Bildungsbereich interessant, da es auf einer offenen Plattform basiert, welche es Benutzern ermöglicht, gemeinsam Anwendungen zu entwickeln. Die aktuelle Version, Site Manager 6, wurde im September 2007 veröffentlicht. TerminalFour bietet neben Site Manager noch weitere Serviceleistungen wie z. B. eForms an.
Neben Bildungseinrichtungen arbeitet TerminalFour auch mit Behörden, Unternehmen (mit mehrsprachigen Inhalten) sowie Finanzunternehmen zusammen.

## Auszeichnung
TerminalFour wird bereits seit sechs Jahren in der Liste Deloitte Technology Fast 50 angeführt.